# Kamenná (železniční zastávka)
Kamenná je železniční zastávka u obce Kamenná na katastru města Polná v okrese Jihlava. Zastávka byla otevřena v roce 1871 a leží na trati Havlíčkův Brod – Jihlava.

## Provozní informace
V zastávce není možnost zakoupení si jízdenky, trať procházející zastávkou je elektrizovaná střídavým proudem 25 kV, 50 Hz. Provozuje ji Správa železnic.

## Doprava
V roce 2020 zde zastavovaly pouze osobní vlaky, které jezdily do Jihlavy a Havlíčkova Brodu. Dále zde projížděly rychlíky na trase Praha – Jihlava.